# Magnus Ladulás

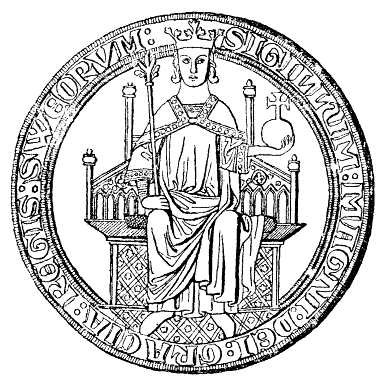
Sello del rey Magnus III Ladulás.

Magnus Birgersson o Magnus III de Suecia (c.1240-Visingsö, 1290), también conocido como Magnus Ladulás (Ladulås en sueco), fue duque de Södermanland y luego rey de Suecia desde 1275 hasta 1290.. Era hijo del regente Birger Jarl y de la princesa Ingeborg Eriksdotter. Se desposó en 1276 con Eduviges de Holstein.

## Biografía

### El ascenso al trono
Magnus fue nombrado duque después de la muerte de su padre, Birger Jarl en 1266, teniendo como feudo la región de Södermanland. Llegó a tener como duque un poder muy grande dentro de los asuntos del reino, de manera similar a los antiguos nobles (jarls) vikingos, lo que lo enfrentó con su hermano el rey Valdemar I de Suecia. Magnus se alió con su hermano Erik y con el rey Erico V de Dinamarca. El apoyo del rey danés llevó a Magnus y a su hermano al ataque de la región de Vestrogotia. En la batalla de Hova (1275), las fuerzas aliadas de Magnus y Erik, que contaban con 100 soldados daneses y 700 mercenarios alemanes, derrotaron al rey Valdemar; este se vio obligado a desplazarse a Noruega. Así pudo Magnus usurpar el trono, ser electo rey de Suecia en las Piedras de Mora en 1275, y coronado en 1276 en Upsala. El mismo año se casó con Eduviges de Holstein, hija del conde Gerardo I de Holstein y emparentada con la Casa de Sverker, familia que había ocupado el trono sueco en el siglo XII y principios del XIII.

### La instauración de la paz
Posteriormente, Magnus tuvo diferencias con el rey de Dinamarca. El rey danés apoyó esta vez a Valdemar. Magnus tuvo que ceder en 1277 la parte sur del reino a Valdemar, pero en 1279 la recuperó, después de haber pactado en 1278 la paz con Dinamarca. La intromisión de Magnus en el territorio de Valdemar se debió a que este probablemente tomó parte en la rebelión de los Folkung, que buscaba destronar a Magnus. Durante la rebelión fue asesinado uno de los hombres favoritos de la corte de Magnus, el mismo suegro del rey fue hecho prisionero por los rebeldes, y éstos sitiaron la ciudad de Jönköping. Magnus pactó la paz con los rebeldes, pero en 1280 mandó decapitar a los principales dirigentes.
Después de la rebelión pudo Magnus conducir al reino en una situación de paz. Actuó como mediador en la guerra entre Noruega y Dinamarca, y fue designado árbitro en un litigio entre Noruega y Lübeck.
Logró hacer valer su autoridad en la isla de Gotland, que se encontraba en una situación prácticamente de autogestión. En Gotland, Magnus terminó con dureza los problemas de tierra entre burgueses y campesinos.

### Los privilegios fiscales y el sobrenombre "Ladulás" (Ladulås)
A través de los estatutos de Alsnö y de Skänninge, Magnus buscó reducir la violencia en el reino a través de la paz real, y aumentar las relaciones entre el rey y los militares, mediante la fijación de reglas de caballería y el otorgamiento de privilegios fiscales a los hombres que sirvieran al reino con una espada y un caballo. Se ha llegado a creer que en estos estatutos tiene su origen la nobleza sueca. Según una teoría, los campesinos abandonaban sus granjas para convertirse en caballeros, de ahí el origen del sobrenombre Ladulås, la llave de los graneros (lada, granero/establo, y lås, llave o cerrojo, pronunciado "los"). Otra teoría sugiere que Ladulás poviene de Ladislaus, el equivalente latino del nombre eslavo Vladislav (se dice que Magnus tenía antepasados eslavos del lado materno); sin embargo, los historiadores rechazan esta última teoría, entre otras causas porque en ese tiempo era muy poco común el uso de nombres dobles en Suecia.
La Iglesia también fue muy privilegiada durante el reinado de Magnus, pues recibió exención fiscal y la total libertad de cobrar y fijar impuestos.

### Fin de su mandato
En la década de 1280 se creó un consejo real que entraría en funciones en caso de que el sucesor de Magnus fuera menor de edad a la muerte del rey.
Magnus Ladulás murió en la isla de Visingsö, en el lago Vättern. Fue enterrado en la Iglesia franciscana de Estocolmo (actualmente la Iglesia de Riddarholmen).

## Matrimonios y descendencia
De un primer matrimonio con una mujer desconocida tuvo un único hijo, fallecido prematuramente:
1. Erik (c. 1277-1276).

Casado en 1286 con Eduviges de Holstein, tendría cinco hijos:
1. Ingeborg (c. 1279-1319): reina de Dinamarca como la esposa de Erico VI.
2. Birger (1280-1321): rey de Suecia desde 1290 hasta 1318.
3. Erik (c. 1282-1318): duque de Södermanland.
4. Valdemar (década de 1280 - 1318): duque de Finlandia.
5. Riquilda (1285 o 1287-1348): monja clarisa, abadesa del convento de Santa Clara en Estocolmo.